# Troleibuzele din Londra
Troleibuzul în Londra a fost o rețea de troleibuz din Londra, Regatul Unit. Rețeaua a fost înființată în 16 mai 1931 și a fost închisă în 8 mai 1962. În cea mai mare parte a vieții sale, rețeaua din Londra a fost cea mai mare din lume. A atins maximul de 68 de rute, iar flota a fost de maxim 1.811 de vehicule.

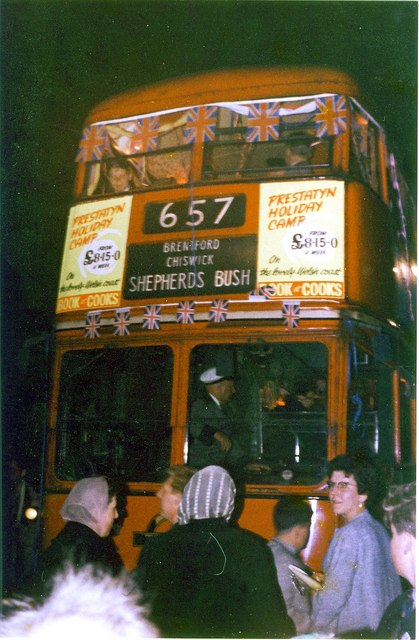
Ultimul troleibuz pe 8 mai 1962

## Istorie

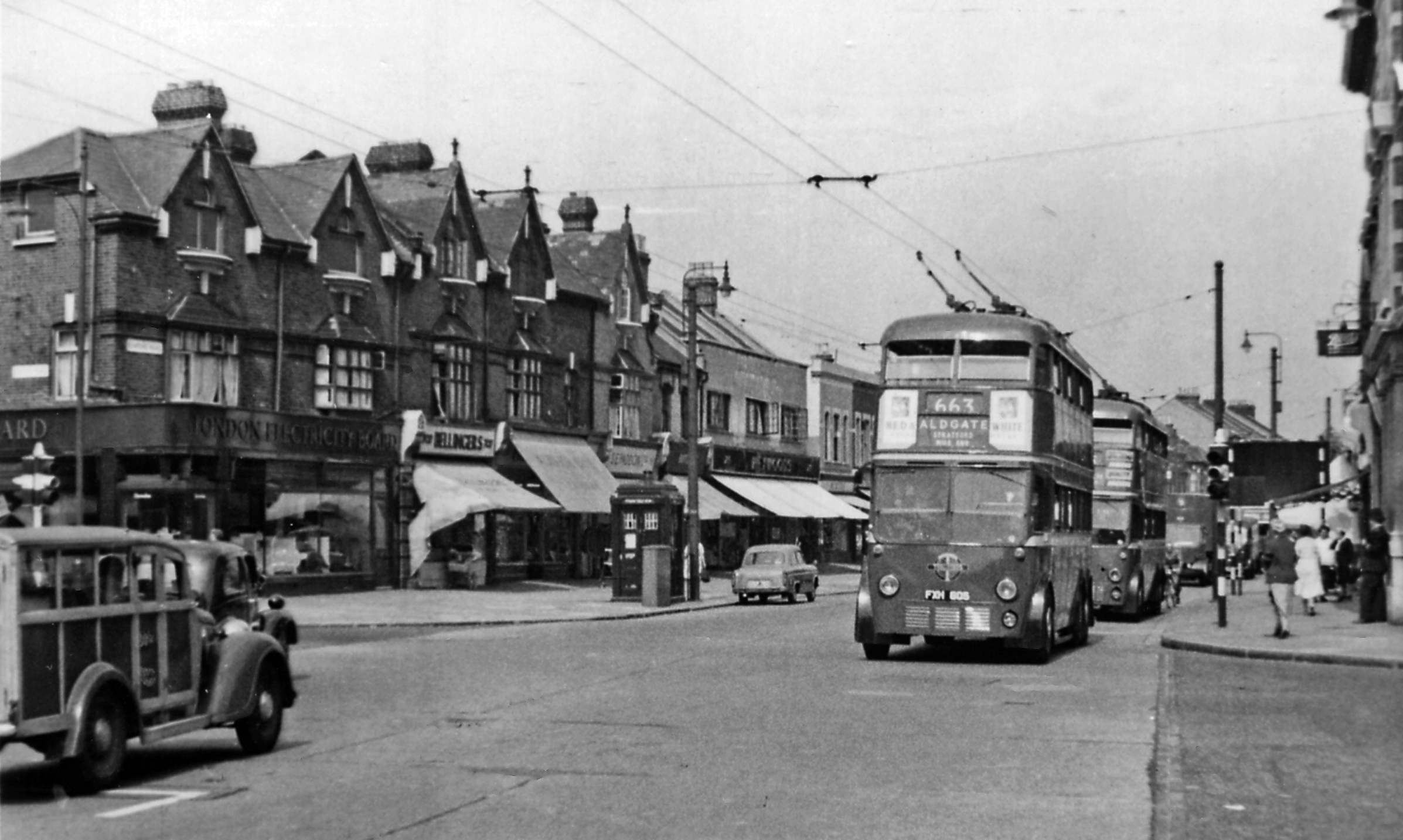
Două troleibuze pe Șoseaua Romford, Ilford, în iulie 1955

Primele 60 de troleibuze ale Londrei au fost introduse de London United Tramways (LUT), operând din garajul de autobuze Fulwell în Londra de sud-vest. Ele erau poreclite "Diddlers" și au intrat în circulație pe data de 16 mai 1931.
În 1933, LUT a fost absorbit în London Passenger Transport Board (LPTB), împreună cu alți operatori de tramvaie. LPTB a decis să înlocuiască toate tramvaiele cu troleibuze. Asta a început în octombrie 1935 cu încă două foste linii ale LUT, și a continuat în etape până în iunie 1940, când Al Doilea Război Mondial a cauzat suspendarea programului.
De atunci, aproape tramvaiele la nord de râul Tamisa au fost înlocuite, dar acolo erau câteva 1.100 tramvaie deservind Londra de Sud. În 1946, o schimbare în politică a însemnat că liniile de tramvai rămase vor fi înlocuite cu autobuze diesel. Deoarece troleibuzele erau mai mari decât autobuzele diesel (70 de locuri în comparație cu 56), asta însemna că era nevoie de mai multe autobuze diesel. Se spera, totuși, că aceasta ar duce la reducerea tarifelor necolectate pentru vehiculele mai mici.
În 1948, o nouă serie de 77 troleibuze au înlocuit Diddler-ii, și cele care erau distruse de acțiune inamică. Încă 50 de noi troleibuze au fost livrate în 1952 pentru a înlocui cele mai vechi vehicule, care aveau atunci 16 ani.
În 1954, s-a anunțat că toate troleibuzele vor fi înlocuite cu autobuze diesel, cu excepția vehiculelor postbelice care puteau fi ținute până în jur de 1970 și să circule pe rutele originale LUT. Conversiunea a început în 1959, folosind autobuze AEC Regent III RT pentru primele trei etape, și noi autobuze AEC Routemaster pentru etapele rămase.
Un consorțiu de operatori spanioli a cumpărat vehiculele postbelice. Fostele rute LUT au fost ultimele convertite în autobuze diesel, la 8 mai 1962.

## Flotă
Troleibuzele au fost proiectate și construite special ca să fie înlocuitori ai tramvaielor. La fel ca tramvaiele, ele erau vehicule supraetajate de mare capacitate, cu accelerație rapidă. Toate dar unul avea trei osii (necesar așa că erau lungi de 30 de picioare), și erau mult mai silențioase în circulație decât tramvaiele sau autobuzele diesel contemporare. Troleibuzele erau construite pe șasiuri AEC, Leyland și British United Traction.
În afară de Diddleri și câteva vehicule experimentale, cele mai multe troleibuze londoneze erau aproape identice. Acolo a fost o excepție: în 1941 și 1943, London Transport a comandat 43 de troleibuze care au fost comandate pentru Africa de Sud, dar nu au putut fi livrate din cauza războiului. Acele vehicule au fost alocate depoului Ilford. Au format trei clase diferite și au avut nevoie de dispensare specială, deoarece aveau o lățime de opt metri, cu șase centimetri mai mult decât permitea legea.
Unele dinte vehiculele prebelice mai târzii au făcut folosirea tehnicilor de construcții monococe moderne pentru a produce caroserii fără șasiu, unde părțile mecanice și electrice, incluzând motoarele electrice, să fie afixate la caroserie și nu pe un șasiu separat.
Un vehicul experimental a fost propus pentru a fi înaintarea unei flote care va folosi tunelul de tramvaie de la Kingsway, dar schimbarea politicii după război a însemnat că acest lucru nu a fost niciodată realizat.
O mână de vehicule au fost distruse în timpul celui de-al Doilea Război Mondial, în timp ce alte două zeci au fost reconstruite după ce au suferit pagube cauzate de acțiunea inamicului - cel puțin un troleibuz a fost avariat și reconstruit de două ori.
Clasa Q1 au fost singurele troleibuze construite pentru Londra după război. O mână de vehicule de dinainte de război au fost vândute pentru utilizare ulterioară în Penang (Malaezia), în timp ce majoritatea celor de după război au fost exportate în Spania unde au lucrat pentru diverși operatori - unii până în anii ’70.
Unele troleibuze din Londra sunt acum păstrate în Regatul Unit de către East Anglia Transport Museum, London Transport Museum și The Trolleybus Museum de la Sandtoft. [11] Unul dintre vehiculele din 1948 a fost, de asemenea, repatriat din Spania.
| Clasa | Numere de parc     | Comentarii |
| ----- | ------------------ | --- |
| A1    | de la 1 la 35      | "Diddleri"; No.1 conservat (London Transport Museum)                                                                                            |
| A2    | de la 36 la 60     | "Diddleri" |
| X1    | 61                 | Experimental Pay As You Board, numai ușa din centru                                                                                             |
| X2    | 62                 | Ampatament prelungit |
| X3    | 63                 | Singurul troleibuz cu 4 roți al Londrei |
| B     | de la 64 la 93     | |
| B2    | de la 94 la 131    | |
| C1    | de la 132 la 183   | |
| C2    | de la 184 la 283   | No.260 conservat (East Anglia Transport Museum)                                                                                                 |
| C3    | de la 284 la 383   | |
| D1    | 384                | |
| D2    | de la 385 la 483   | |
| B     | de la 484 la 488   | |
| B1    | de la 489 493      | |
| D3    | de la 494 la 553   | |
| E     | de la 554 la 603   | |
| E2    | de la 604 la 628   | |
| E3    | de la 629 la 653   | |
| F1    | de la 654 la 753   | |
| X4    | 754                | Experimental Pay As You Enter (ușa posterioară) ieșire frontală, ambele echipate cu uși batante                                                 |
| H1    | de la 755 la 904   | No.796 conservat (East Anglia Transport Museum)                                                                                                 |
| J1    | de la 905 la 952   | |
| M     | 953                | |
| L2    | 954                | |
| J2    | de la 955 la 1029  | |
| J3    | de la 1030 la 1054 | |
| K1    | de la 1055 la 1154 | |
| K2    | de la 1155 la 1254 | No.1201 conservat (East Anglia Transport Museum)                                                                                                |
| K1    | de la 1255 la 1304 | No.1253 conservat (London Transport Museum) |
| K2    | de la 1305 la 1354 | No.1348 conservat (Trolleybus Museum at Sandtoft)                                                                                               |
| L1    | de la 1355 la 1369 | |
| L2    | de la 1370 la 1378 | |
| X5    | 1379               | Experimental (clasa L2 modificată) cu uși laterale pentru a testa adecvarea funcționării troleibuzelor prin tunelul de tramvaie de la Kingsway  |
| L3    | de la 1380 la 1529 | No.1521 conservat (East Anglia Transport Museum)                                                                                                |
| M1    | de la 1530 la 1554 | |
| N1    | de la 1555 la 1644 | |
| N2    | de la 1645 la 1669 | |
| X6    | 1670               | |
| X7    | 1671               | Viraj dublu, propulsie pe osie posterioară simplă (roți duble); construit ca demonstrator Leyland, Februarie 1939, achiziționat Septembrie 1939 |
| K3    | de la 1672 la 1696 | |
| P1    | de la 1697 la 1721 | |
| SA1   | de la 1722 la 1733 | caroserii late de 8'0" |
| SA2   | de la 1734 la 1746 | caroserii late de 8'0" |
| SA3   | de la 1747 la 1764 | caroserii late de 8'0" |
| Q1    | de la 1765 la 1891 | caroserii late de 8'0"; No.1768 conservat (London Transport Museum); No.1812 conservat (Trolleybus Museum at Sandtoft)                          |

## Linii
Rețeaua de troleibuz din Londra a fost cea mai mare din lume, având 68 de linii.
- 513: Hampstead Heath - Parliament Hill Fields
- 517: North Finchley - Holborn
- 521: Holborn - North Finchley
- 543: Holborn - Wood Green
- 555: Bloomsbury - Leyton
- 557: Chingford Mount - Liverpool Street
- 567: Barking - Smithfield
- 569: Aldgate - North Woolwich
- 581: Bloomsbury - Woodford
- 601: Twickenham - Tolworth
- 602: Dittons - Kingston loop
- 603: Tolworth - Kingston loop
- 604: Hampton Court Palace - Wimbledon
- 605: Teddington - Wimbledon
- 607: Uxbridge - Shepherds Bush
- 609: Barnet - Highgate
- 609: Moorgate - Barnet
- 611: Highgate Village - Moorgate
- 613: Parliament Hill Fields - Holborn
- 615: Parliament Hill Fields - Moorgate
- 617: North Finchley - Holborn
- 621: Holborn - North Finchley
- 623: Woodford - Manor House
- 625: Woodford - Winchmore Hill
- 626: Acton - Clapham Junction
- 627: Waltham Cross - Tottenham Court Road
- 628: Craven Park - Clapham Junction
- 629: Enfield - Tottenham Court Road
- 630: Harlesden - West Croydon
- 639: Hampstead - Moorgate
- 641: Moorgate - Winchmore Hill
- 643: Holborn - Wood Green
- 645: Canons Park -  Barnet
- 647: Stamford Hill - London Docks
- 649: Waltham Cross - Liverpool Street station
- 649A: Wood Green - Liverpool Street station
- 653: Aldgate - Tottenham Court Road
- 654: Sutton - Crystal Palace
- 655: Acton Vale - Clapham Junction
- 657: Hounslow - Shepherds Bush
- 659: Waltham Cross - Holborn
- 660: North Finchley - Hammersmith
- 661: Aldgate - Leyton
- 662: Sudbury - Paddington Green
- 663: Aldgate - Chadwell Heath
- 665: Barking - Bloomsbury
- 666: Edgware - Hammersmith
- 667: Hammersmith - Hampton Court
- 669: North Woolwich - Stratford
- 677: Smithfield - West India Docks
- 679: Waltham Cross - Smithfield
- 685: North Woolwich - Walthamstow
- 687: Walthamstow - Royal Victoria and Albert docks
- 689: Stratford - East Ham circular via Plashet Grove & Green Street
- 690: Stratford - East Ham circular via Green Street & Plashet Grove
- 691: Barking - Barkingside
- 693: Barking - Chadwell Heath
- 696: Woolwich - Dartford
- 697: Chingford Mount - Docks
- 698: Woolwich - Bexleyheath
- 699: Chingford Mount - Docks

În iulie 1990, London Regional Transport a introdus o versiune express a liniei de autobuz londoneze 207 ca fiind linia de autobuz 607 între Uxbridge și Shepherds Bush, oglindind fosta linie de troleibuz care avea același număr.